# Letnie Mistrzostwa Finlandii w Skokach Narciarskich 2016
Krajowe zmagania Letnich Mistrzostw Finlandii w skokach narciarskich odbyły się w Lahti na kompleksie skoczni Salpausselkä. Zawody odbyły się w dniach 24 i 25 września.
W pierwszym dniu na starcie stanęli juniorzy oraz kobiety. W kategorii juniorów triumfował Niko Kytösaho oddając skoki na 90 i 96 metr. Obok niego na podium znaleźli się także Andreas Alamommo oraz Kalle Heikkinen. Najlepszą i bezkonkurencyjną wśród pań była Julia Kykkänen z przewagą prawie 70 punktową. W zmaganiach kobiet wzięło udział zaledwie pięć zawodniczek w tym Kanadyjka Jasmine Sepandj.
Następnego dnia na dużym obiekcie w zawodach o mistrzostwo kraju przystąpili mężczyźni. Wygrał w nich Janne Ahonen, za którym uplasowali się kolejno Jarkko Määttä oraz Eetu Nousiainen
w ramach konkursów o mistrzostwo indywidualne w danej kategorii odbyły się także zmagania w drużynach. Najlepszą okazała się być drużyna gospodarzy Lahden Hiihtoseura. Za nimi drugą pozycję zajęli zawodnicy reprezentujący klub Ounasvaraan Hiihtoseura z Rovaniemi. Na najniższym stopniu podium stanęli reprezentanci klubu z Kuopio, a mianowicie Puijon Hiihtoseura.

## Wyniki

### Konkurs indywidualny mężczyzn
| Miejsce | Zawodnik         | Klub                    | Skok 1  | Skok 2  | Punkty |
| ------- | ---------------- | ----------------------- | ------- | ------- | ------ |
| 1.      | Janne Ahonen     | Lahden Hiihtoseura      | 124,0 m | 117,0 m | 247,2  |
| 2.      | Jarkko Määttä    | Kainuun Hiihtoseura     | 123,0 m | 118,0 m | 245,7  |
| 3.      | Eetu Nousiainen  | Puijon Hiihtoseura      | 117,0 m | 114,5 m | 225,6  |
| 4.      | Lauri Asikainen  | Kuusamon Erä-Veikot     | 116,5 m | 113,0 m | 221,5  |
| 5.      | Olli Muotka      | Lahden Hiihtoseura      | 115,5 m | 114,0 m | 219,5  |
| 6.      | Ville Larinto    | Lahden Hiihtoseura      | 110,0 m | 117,0 m | 214,0  |
| 7.      | Antti Aalto      | Kiteen Urheilijat       | 114,5 m | 104,0 m | 197,2  |
| 8.      | Juha Miettinen   | Puijon Hiihtoseura      | 109,0 m | 106,5 m | 191,3  |
| 9.      | Riku Tähkävuori  | Lahden Hiihtoseura      | 105,0 m | 108,0 m | 182,8  |
| 10.     | Frans Tähkävuori | Lahden Hiihtoseura      | 107,5 m | 102,5 m | 179,4  |
| 11.     | Henri Kavilo     | Puijon Hiihtoseura      | 107,0 m | 102,0 m | 177,6  |
| 12.     | Niko Kytösaho    | Ounasvaaran Hiihtoseura | 105,0 m | 101,5 m | 173,1  |
| 13.     | Harri Olli       | Ounasvaaran Hiihtoseura | 106,0 m | 101,0 m | 173,0  |
| 14.     | Andreas Alamommo | Ounasvaaran Hiihtoseura | 103,5 m | 100,5 m | 168,6  |
| 15.     | Janne Korhonen   | Lieksan Hiihtoseura     | 100,5 m | 105,5 m | 168,2  |
| ...     |                  |                         |         |         |        |

### Konkurs indywidualny kobiet
| Miejsce | Zawodnik            | Klub                    | Skok 1 | Skok 2 | Punkty |
| ------- | ------------------- | ----------------------- | ------ | ------ | ------ |
| 1.      | Julia Kykkänen      | KL Skijumping Team      | 81,5 m | 88,0 m | 201,0  |
| 2.      | Susanna Forsström   | Lahden Hiihtoseura      | 69,0 m | 75,0 m | 143,5  |
| 3.      | Jenny Rautionaho    | Ounasvaaran Hiihtoseura | 69,0 m | 69,5 m | 127,5  |
| 4.      | Julia Tervahartiala | Lahden Hiihtoseura      | 60,0 m | 61,0 m | 83,5   |
| —       | Jasmine Sepandj     | -                       | 68,0 m | 70,0 m | 127,5  |

### Konkurs indywidualny juniorów
| Miejsce | Zawodnik          | Klub                    | Skok 1 | Skok 2 | Punkty |
| ------- | ----------------- | ----------------------- | ------ | ------ | ------ |
| 1.      | Niko Kytösaho     | Ounasvaaran Hiihtoseura | 90,0 m | 96,0 m | 241,5  |
| 2.      | Andreas Alamommo  | Ounasvaaran Hiihtoseura | 87,5 m | 93,5 m | 229,5  |
| 3.      | Kalle Heikkinen   | Kuusamon Erä-Veikot     | 86,0 m | 90,5 m | 219,0  |
| 4.      | Ryūsei Ikeda      | Vuokattisport Club      | 85,5 m | 90,5 m | 215,0  |
| 5.      | Henri Kavilo      | Puijon Hiihtoseura      | 84,0 m | 90,0 m | 211,5  |
| 6.      | Markus Virrantalo | Puijon Hiihtoseura      | 85,0 m | 88,5 m | 208,5  |
| 7.      | Niko Löytäinen    | Tampereen Pyrintö       | 81,5 m | 89,5 m | 203,5  |
| 8.      | Jonne Veteläinen  | Kuusamon Erä-Veikot     | 83,5 m | 85,0 m | 197,5  |
| 9.      | Joni Saapunki     | Kuusamon Erä-Veikot     | 83,0 m | 86,5 m | 194,5  |
| 10.     | Joni Markkanen    | Lahden Hiihtoseura      | 78,5 m | 83,5 m | 181,0  |
| 11.     | Tuomo Mutru       | Lahden Hiihtoseura      | 74,5 m | 79,0 m | 164,0  |
| 11.     | Otto Niittykoski  | Ylistaron Kilpa-Veljet  | 75,5 m | 78,0 m | 164,0  |
| 13.     | Mico Ahonen       | Lahden Hiihtoseura      | 76,5 m | 73,5 m | 162,5  |
| 14.     | Petteri Forsström | Lahden Hiihtoseura      | 73,5 m | 75,5 m | 150,5  |
| 15.     | Santeri Hynninen  | Puijon Hiihtoseura      | 72,0 m | 75,0 m | 143,5  |
| ...     |                   |                         |        |        |        |

### Konkurs drużynowy
| Miejsce | Klub                    | Zawodnik         | Punkty |
| ------- | ----------------------- | ---------------- | ------ |
| 1.      | Lahden Hiihtoseura      | Frans Tähkävuori | 964,0  |
| 1.      | Lahden Hiihtoseura      | Olli Muotka      | 964,0  |
| 1.      | Lahden Hiihtoseura      | Ville Larinto    | 964,0  |
| 1.      | Lahden Hiihtoseura      | Janne Ahonen     | 964,0  |
| 2.      | Ounasvaraan Hiihtoseura | Olli Salmela     | 923,5  |
| 2.      | Ounasvaraan Hiihtoseura | Harri Olli       | 923,5  |
| 2.      | Ounasvaraan Hiihtoseura | Andreas Alamommo | 923,5  |
| 2.      | Ounasvaraan Hiihtoseura | Niko Kytösaho    | 923,5  |
| 3.      | Puijon Hiihtoseura      | Juha Miettinen   | 911,0  |
| 3.      | Puijon Hiihtoseura      | Henri Kavilo     | 911,0  |
| 3.      | Puijon Hiihtoseura      | Ilkka Herola     | 911,0  |
| 3.      | Puijon Hiihtoseura      | Eetu Nousiainen  | 911,0  |